# 干城町 (屏東市)

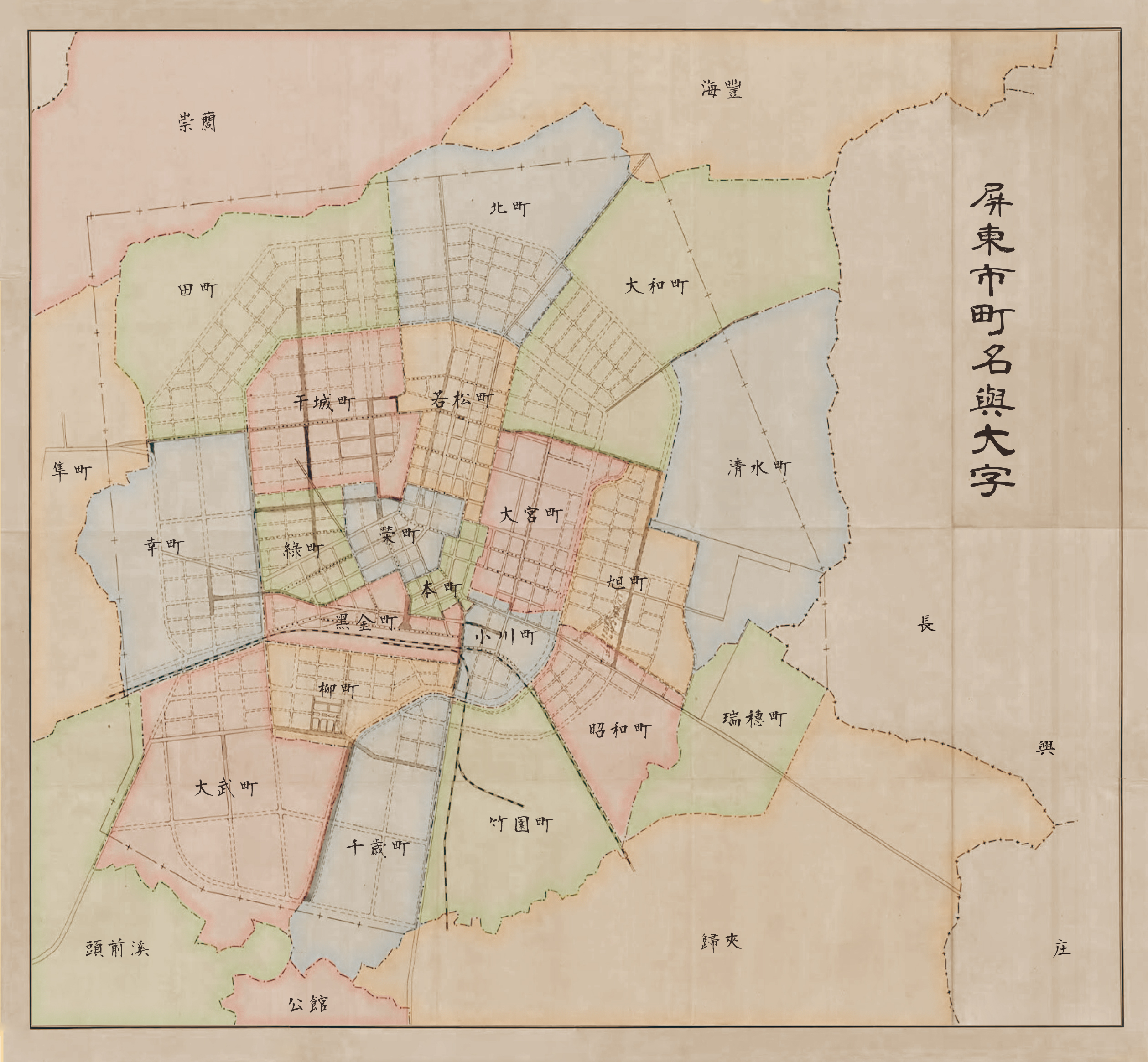
屏東市町名與大字

干城町為屏東市在台灣日治時期的一個行政區，分為二丁目，於1939年4月1日設立，為屏東市的21個町之一，町內大多為陸軍官舍。其範圍為現今地籍檳榔腳段一、二小段，大約是空翔里、永城里、崇蘭里東側、勝利里南側和泰安里西側。

## 町內設施
- 屏東市立屏東實踐商業學校（屏東高工前身，原址現為勝利國小）[1]
- 陸軍官舍
  - 干城町陸軍軍官舍（今崇仁新村 (空翔區)）

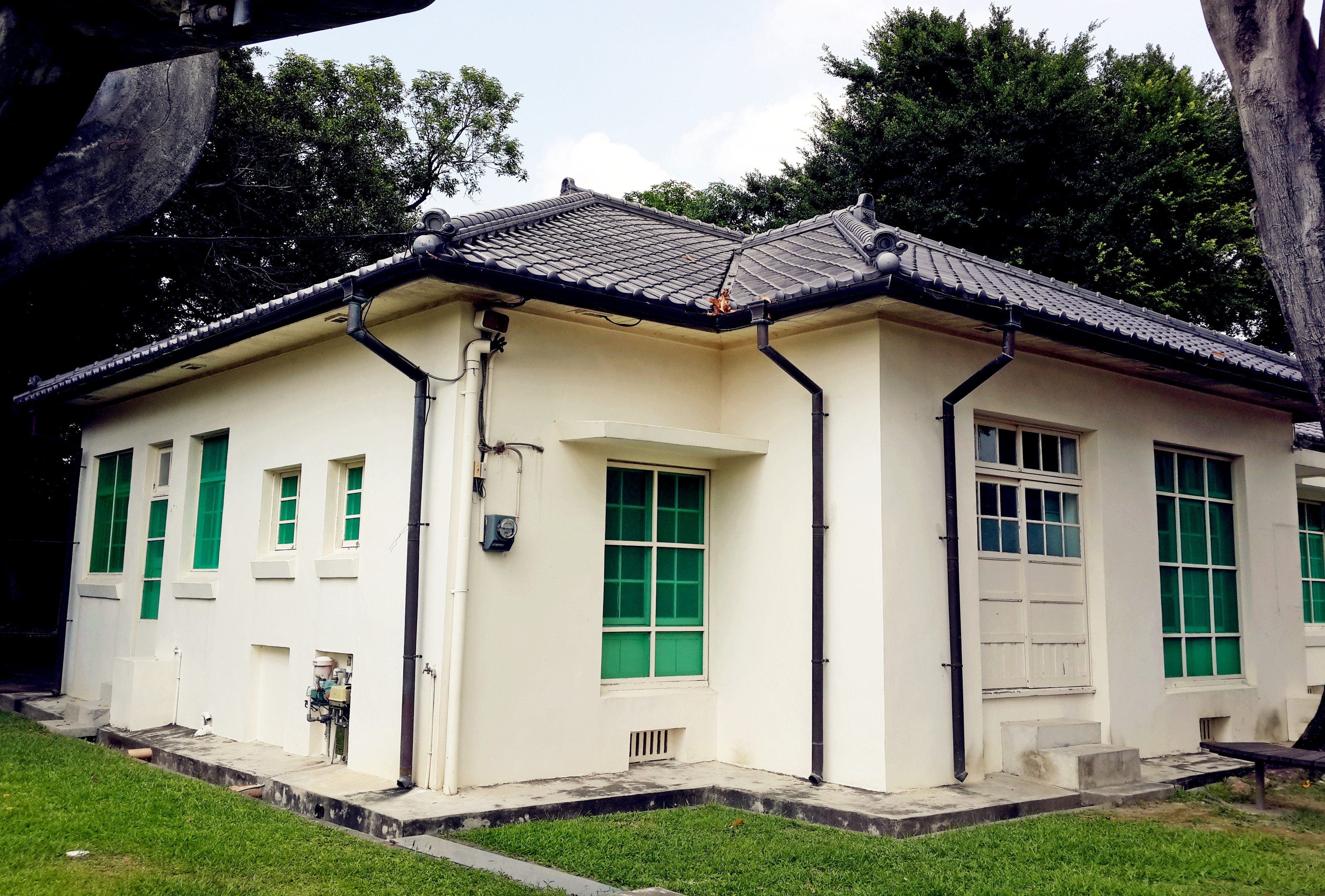
屏東市勝利新村、崇仁新村（成功區）日治時期軍官眷舍

  - 崇蘭陸軍官舍（今勝利新村 (屏東市)）
  - 飛行第八聯隊第三期官舍群（今得勝新村）